# Ariceștii Zeletin
Ariceștii Zeletin község és falu Prahova megyében, Munténiában, Romániában. A hozzá tartozó település Albinari.

## Fekvése
A megye északi részén található, a megyeszékhelytől, Ploieștitől, negyvenhét kilométerre északkeletre.

## Története
Helyi legendák szerint a mai település az 1300-as évek körül jött létre, Radu Negru havasalföldi fejedelem idejében, egy régebbi tatár település helyén. Akkoriban ezt a területet Siliște néven említették.
A 19. század végén Aricești néven Prahova megye Podgoria járásához tartozott, 1473 lakossal. Albinari falu ekkor még nem létezett, korabeli okiratok csupán egy Albinari-Curmătura nevű dombról tesznek említést. A község tulajdonában volt ekkoriban egy iskola és két templom: az egyik régebbi, fából épült és a feljegyzések szerint romos állapotban állt, valamint egy újabb, melyet 1865-ben szenteltek fel.
1925-ös évkönyv szerint 1781 lakosa volt.
1931-ben kapta az Ariceștii Zeletin nevet, megkülönböztetve ezáltal egy másik Prahova megyei Aricești községtől, mely felvette az Ariceștii Rahtivani nevet.
1950-ben közigazgatási átszervezés alapján, a Prahova-i régió Teleajen rajonjához került, majd 1952-ben a Ploiești régióhoz csatolták.
1968-ban ismét megyerendszert vezettek be az országban, a község az újból létrehozott Prahova megye része lett. Ekkor alakították ki Ariceștii Zeletin mai határait.

## Lakossága
| Nemzetiségek | 2002 | 2002   |
| ------------ | ---- | ------ |
| Románok      | 1396 | 99,78% |
| Romák        | 3    | 0,21%  |
| Összesen     | 1399 | 100,0% |